# Robert Brown (botanico 1773)
Robert Brown (Montrose, 21 dicembre 1773 – Londra, 10 giugno 1858) è stato un botanico britannico.

## Biografia
Agli inizi del XIX secolo esplorò l'Australia ed al termine di quel viaggio pubblicò (1810) l'opera Prodromus Florae Novae Hollandie et Insule Van Diemen, in cui cataloga e descrive oltre 4 000 specie vegetali da lui scoperte.
È famoso soprattutto per aver dato il nome al cosiddetto moto browniano. Nel 1827 infatti, mentre esaminava al microscopio alcuni granelli di polline in sospensione nell'acqua, Brown vide piccolissime particelle all'interno dei vacuoli nei granelli eseguire un moto continuo e frenetico. Notò in seguito lo stesso movimento nelle particelle di polvere, giungendo quindi a sfatare l'ipotesi che quel movimento fosse dovuto al fatto che il polline fosse vivo. Sebbene egli non abbia mai fornito una spiegazione sulla natura di tale moto e Jan Ingenhousz l'avesse già descritto usando particelle di carbone in pubblicazioni tedesche e francesi del 1784 e 1785, il fenomeno è tuttora noto come moto browniano, in suo onore.
Altra importante scoperta di Robert Brown è il nucleo cellulare. Fu osservato da Robert Brown in cellule vegetali nel 1831, come è noto da una relazione orale tenuta alla Linnean Society of London e da un articolo pubblicato nel 1833. La scoperta fu fondamentale per l'affermazione della teoria cellulare. Brown, tuttavia, non ipotizzò che il nucleo fosse una struttura presente in tutte le cellule, ma ritenne che fosse una struttura tipica delle sole Monocotiledoni.

## Onorificenze
| R.Br. è l'abbreviazione standard utilizzata per le piante descritte da Robert Brown. Consulta l'elenco delle piante assegnate a questo autore dall'IPNI. |